# ジョン・スティーヴンソン・ラウントリー
ジョン・スティーヴンソン・ラウントリー（John Stephenson Rowntree、1834年5月2日 - 1907年4月13日）は、ヨークの製菓会社ラウントリーズの役員、イギリスにおけるクエーカー運動の改革者。
ラウントリーは、父ジョセフ・ラウントリー（1801年 - 1859年）とその妻であった母サラ・スティーヴンソン（Sarah Stephenson、1807年 - 1888年）の間の長男として、1834年5月2日に生まれた。
ラウントリーは、1858年8月25日に、エリザベス・ホウサム（Elizabeth Hotham、1835年 – 1875年）と結婚した。ふたりの間には、9人の子どもが生まれた。妻に先立たれた後、ラウントリーは1878年4月10日に、ヘレン・ドンカスター（Helen Doncaster、1833年 – 1920年）と再婚した。
ラウントリーの著書『Quakerism Past and Present』（1859年）は24歳のときに書かれた、19世紀イギリスのクエーカーの状況について分析した内容であり、いくつかの改革的主張を訴えたものであった。ラウントリーは、ヨークにおけるクエーカーの教育を支援し、女性教師の育成や、より一般的に女性へのより高い教育への支援を行なった。1875年から1878年にかけては、『The Friend』の編集者も務めた。
ラウントリーは、熱心な植物学者であり、鋭敏な考古学者でもあり、ヨークの歴史の中でしばしば言及されている。1880年にはヨークのロード・メイヤーとなり、市財政の立て直しに尽力した。
ラウントリーは、1907年4月13日にロンドンで死去した。彼の死後、彼の書いた文章の一部が、回顧録とともに、フィービー・ドンカスター (Phoebe Doncaster) によってまとめられ『John Stephenson Rowntree, his life and work』として刊行された。